# 尾道市立浦崎小学校
尾道市立浦崎小学校（、英称:Onomichi City Munipical Urasaki Elementary School）は、広島県尾道市浦崎町に存在する公立小学校である。

## 沿革

### 開校以後
- 1873年(明治6年)
  - 3月27日 - 第３大区沼隈郡小１４区１番小学校が開校[注 1]。
- 1957年(昭和32年)
  - 1月1日 - 同校を尾道市立浦崎小学校と改称[注 2]。

## 学区

### 通学区域
特別の事情がない限り以下の町域に居住している児童総員が同校へ通学し、以下の中学校へ進学している。
- 尾道市立浦崎中学校の学区
  - 浦崎町

### 主要施設
- 満越港
- 戸崎港
- 福山西警察署浦崎駐在所
- 浦崎郵便局
- 法運寺 (尾道市)

## 交通

### 車両
- 山陽自動車道福山西インターチェンジから車両20分程度。
- 西瀬戸自動車道西瀬戸尾道インターチェンジから車両25分程度。

### 鉄道
- 西日本旅客鉄道山陽本線
  - 松永駅から車両15分程度。
  - 東尾道駅から車両20分程度。

### 船舶
- 満越港から徒歩35分程度。
- 戸崎港から車両10分程度。

### バス
- 鞆鉄道
  - 浦崎農協バス停から徒歩10分程度。
  - 浦崎中学校前バス停から徒歩15分程度。